# Петер Мюлленберг
Петер Мюлленберг (нід. Peter Müllenberg, 30 грудня 1987) — нідерландський боксер, призер чемпіонатів Європи серед аматорів.

## Аматорська кар'єра
На чемпіонаті світу 2007 в категорії до 75 кг програв у першому бою.
На чемпіонаті Європи 2010 програв у першому бою Ентоні Огого (Англія).
На чемпіонаті Європи 2011 переміг Даниїла Топаловича (Боснія і Герцоговина) і Богдана Журатоні (Румунія), а у чвертьфіналі програв Максиму Коптякову (Росія).
На чемпіонаті світу 2011 програв у першому бою.
На чемпіонаті Європи 2013 в категорії до 81 кг завоював срібну медаль.
- В 1/16 фіналу переміг Ловренса Осуеке (Англія) — 3-0
- В 1/8 фіналу переміг Рауфа Рагимова (Азербайджан) — 3-0
- У чвертьфіналі переміг Матеуша Трича (Польща) — 3-0
- У півфіналі переміг Петру Чобану (Молдова) — 3-0
- У фіналі програв Микиті Іванову (Росія) — 0-3

На чемпіонаті світу 2013 здобув дві перемоги, а у чвертьфіналі програв Ойбеку Мамазулунову (Узбекистан).
З 2013 року по 2016 брав участь у WSB.
На Європейських іграх 2015 програв у другому бою Теймуру Маммадову (Азербайджан) — 0-3.
На чемпіонаті Європи 2015 завоював срібну медаль.
- В 1/8 фіналу переміг Юке Смайлі (Швейцарія) — 3-0
- У чвертьфіналі переміг Сема Карлідаг (Туреччина) — 2-1
- У півфіналі переміг Джошуа Буатсі (Англія) — 3-0
- У фіналі програв Джо Ворду (Ірландія) — 0-3

На чемпіонаті світу 2015 здобув одну перемогу, а у чвертьфіналі програв Павлу Силягіну (Росія).
На Олімпійських іграх 2016 переміг Ехсана Рузбахані (Іран) — 3-0 і програв Теймуру Маммадову (Азербайджан) — 0-3.
На чемпіонаті Європи 2017 програв у першому бою Мусліму Гаджімагомедову (Росія).
На Європейських іграх 2019 в категорії до 91 кг здобув дві перемоги, а у чвертьфіналі програв Чивону Кларку (Велика Британія).